# Alleanza italo-prussiana

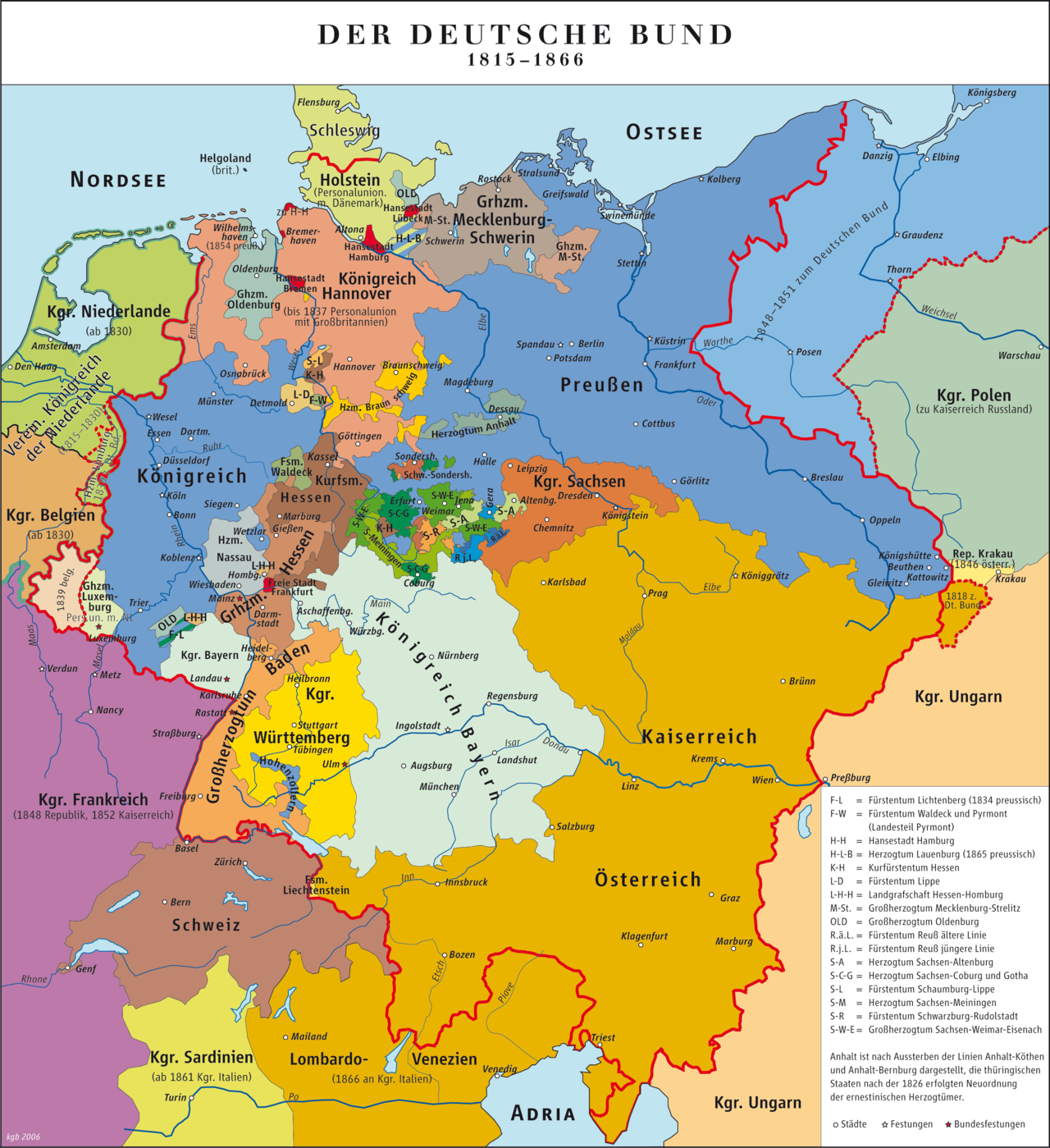
La Confederazione germanica a guida austriaca (confine rosso). Nel 1866 La volontà della Prussia (in blu) e dell'Italia (che già comprendeva la Lombardia) di completare l'unità nazionale, portarono alla firma dell'alleanza italo-prussiana contro l'Austria.

L’Alleanza italo-prussiana fu un patto militare stipulato dal Regno d’Italia ed il Regno di Prussia l'8 aprile 1866. Stabilì le modalità dell'entrata in guerra delle due nazioni contro l'Austria e i rispettivi compensi in caso di vittoria. Per l'Italia il compenso sarebbe stato il Veneto (ancora territorio austriaco); per la Prussia territori analoghi dell'Austria.
L'alleanza portò alla Guerra austro-prussiana che sul fronte italiano prese il nome di Terza guerra di indipendenza. Al termine del conflitto, grazie alle vittorie della Prussia, e nonostante le sconfitte di Custoza e Lissa, l'Italia ottenne il Veneto. La Prussia invece estese la sua influenza su tutta la Germania a nord del Meno ponendosi alla guida della Confederazione Tedesca del Nord.

## Gli antefatti (1859-1866)

### I tentativi di Cavour e La Marmora
Dopo l'armistizio di Villafranca (11 giugno 1859) con il quale si concludeva la seconda guerra di indipendenza e si stabiliva di lasciare all'Austria il Veneto, Cavour intuì che la liberazione di quella provincia sarebbe potuta avvenire grazie ad un accordo con la Prussia. Anche questa nazione, infatti, risentiva della potenza dell'Austria che al Congresso di Vienna aveva ottenuto nella sua sfera d'influenza la Confederazione germanica.
Il Presidente del Consiglio Cavour (qualche mese prima di morire) nel gennaio 1861 inviò nella capitale prussiana Berlino il generale Alfonso Ferrero La Marmora, con l'incarico ufficiale di rappresentare il Regno d’Italia all'incoronazione di re Guglielmo I. La missione tuttavia aveva anche lo scopo segreto di sondare le intenzioni del governo prussiano su di un eventuale accordo contro l'Austria. La missione non ebbe esito positivo, soprattutto per il conservatorismo della Prussia che diffidava di una nazione definita troppo liberale.
Nel periodo 1861-1866 l'Italia fece ancora alcuni tentativi per ottenere il Veneto dall'Austria che, non riconoscendo il nuovo regno, costrinse il governo italiano a chiedere la mediazione di Francia o Gran Bretagna. In tal senso un primo passo fu fatto da Giuseppe Pasolini nel dicembre 1863 e un secondo da La Marmora nel novembre 1864. Entrambi i tentativi, però, non diedero risultati utili.
Tutto ciò fino agli inizi di ottobre del 1865, quando la diplomazia italiana compì un ultimo passo per ottenere il Veneto senza spargimenti di sangue. La Marmora autorizzò, infatti, il conte Alessandro Malaguzzi Valeri ad aprire trattative segrete con l'Austria, alla quale fu offerta una ingente somma di danaro in cambio della regione. Anche questa missione fallì.

### Le manovre di Bismarck

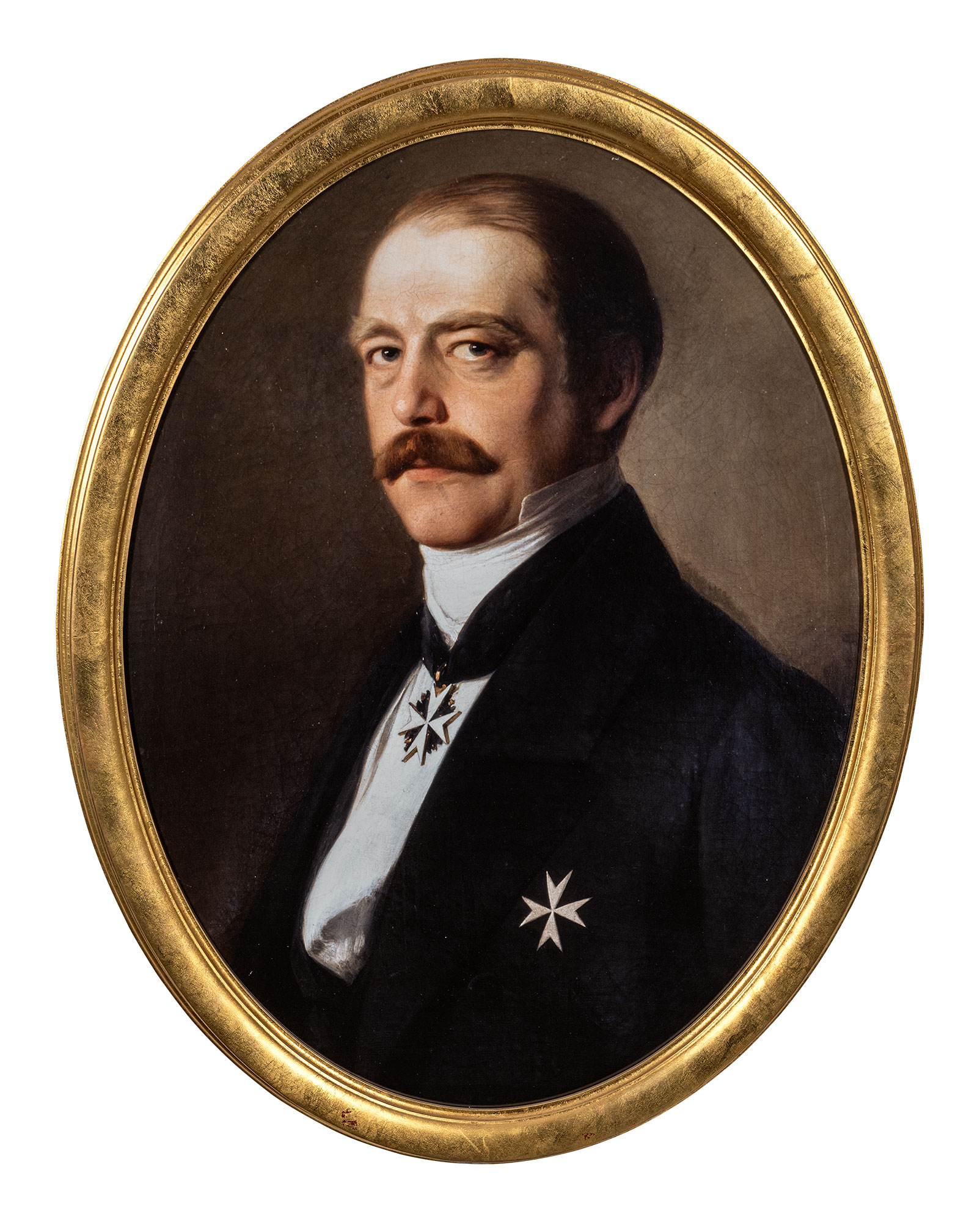
Il Primo ministro prussiano Otto von Bismarck fu l'artefice principale dell'alleanza

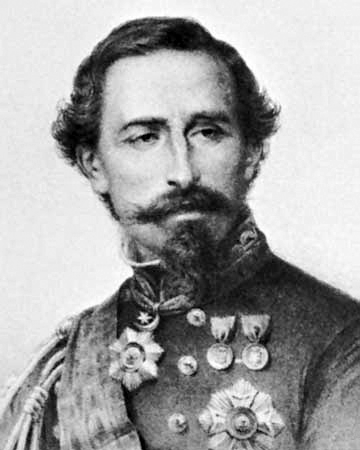
Il Primo ministro italiano Alfonso La Marmora inizialmente diffidò della proposta prussiana

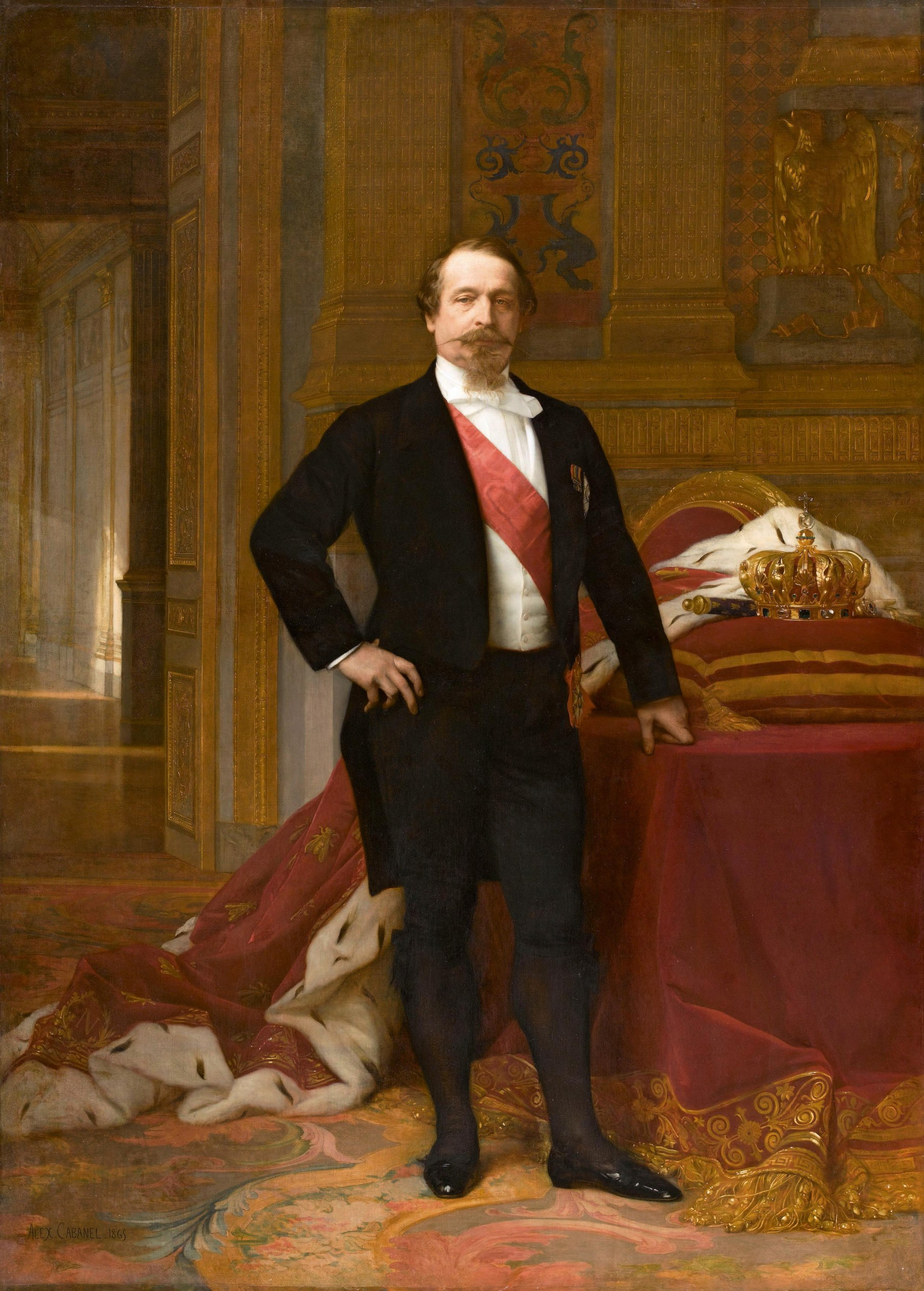
Le garanzie di benevola neutralità di Napoleone III di Francia date sia alla Prussia che all'Italia furono determinanti per la conclusione dell'alleanza

Tre anni dopo la sua ascesa al potere in Prussia, il Primo ministro Otto von Bismarck, nel 1865, decise di porre fine all'influenza austriaca sulla Germania con la guerra. Egli avviò pertanto dei contatti esplorativi con la Francia e con l'Italia.
Alla fine del luglio 1865 fece domandare al Presidente del Consiglio La Marmora da un suo diplomatico, Karl von Usedom, a Firenze (allora capitale), quale atteggiamento avrebbe avuto l'Italia in caso di conflitto austro-prussiano. La risposta di La Marmora fu prudente: per non inimicarsi un vecchio alleato egli dichiarò che non avrebbe potuto prendere impegni senza conoscere le intenzioni di Napoleone III di Francia.
Interrogato il 13 agosto 1865 sull'argomento dall'ambasciatore italiano a Parigi Costantino Nigra, il ministro degli Esteri francese Drouyn de Lhuys riferì che la Francia in caso di guerra austro-prussiana si sarebbe tenuta neutrale e che non si sarebbe opposta ad un coinvolgimento dell'Italia a favore della Prussia.
Intanto, per niente scoraggiato da un clima che si faceva più disteso fra Prussia e Austria con la Convenzione di Gastein, Bismarck a settembre confermò al rappresentante italiano a Berlino Quigini Pulica che lo scontro finale era solo rimandato. Tuttavia, per arrivare alla guerra senza pericoli di essere aggredito a sua volta dalle potenze vicine, si assicurò dell'atteggiamento sostanzialmente benevolo della Russia e del disinteresse della Gran Bretagna. Non gli rimaneva, quindi, che consultare anch'egli la Francia.
Da ciò scaturirono gli incontri fra Bismarck e Napoleone III di Biarritz e di Parigi dell'ottobre e del novembre del 1865, durante i quali l'imperatore francese confermò che avrebbe mantenuto la neutralità. A Parigi, il 2 novembre 1865 Bismarck confidò a Nigra che occorreva fare presto poiché le finanze dell'Austria erano in cattive acque, mentre quelle prussiane erano in migliori condizioni.
Tornato dalla Francia, Bismarck provocò un peggioramento delle relazioni austro-prussiane; dapprima provocando incidenti nei Ducati danesi oggetto della Seconda guerra dello Schleswig, poi, il 26 gennaio 1866, inviando all'Austria una dura nota di protesta con l'accusa di complottare con gli Augustenburg, pretendenti al trono dei ducati. Il 7 febbraio, il ministro degli Esteri austriaco, Alessandro di Mensdorff, protestò a sua volta contro l'intromissione prussiana nell'amministrazione del ducato dell'Holstein e contro il clima insostenibile venutosi a creare per colpa della Prussia. Alla fine, a Berlino, il 28 febbraio 1866, il Consiglio della Corona prussiano decise per la guerra contro l'Austria e per stringere un'alleanza con l'Italia.

### Le trattative
Durante il Consiglio della Corona del 28 febbraio 1866, la Prussia decise di chiedere al governo italiano di inviare a Berlino un ufficiale per trattare le questioni militari di un'eventuale alleanza, mentre uno prussiano sarebbe stato mandato a Firenze. In Italia l'incaricato della missione fu il generale Giuseppe Govone che il 10 marzo 1866 arrivò a Berlino.
Il generale, partito da Firenze con istruzioni “poche e generiche” ricavò dal suo primo colloquio con Bismarck un'impressione non molto incoraggiante. Il Primo ministro prussiano gli prospettò, infatti, un trattato generico con l'Italia che, essendo privo di elementi pratici, sembrava più adatto a determinare un'intimidazione all'Austria per ottenere vantaggi sulla questione dei Ducati danesi che altro.
Negli stessi giorni giungeva notizia da San Pietroburgo che la Russia si opponeva ad una proposta francese di concedere all'Austria i principati danubiani (sempre più indipendenti dal protettorato turco) in cambio del Veneto all'Italia.
Analoghe perplessità avevano d'altronde espresso il ministro degli Esteri britannico Clarendon e lo stesso governo austriaco.
L'attenzione si concentrò, quindi, di nuovo su Bismarck e sulla sua proposta, la cui debolezza era dovuta al fatto che il primo ministro era avversato nei suoi disegni bellicosi sia alla corte di Guglielmo I che nel Paese. Per questi motivi Bismarck non avrebbe potuto stringere con l'Italia un trattato reciproco con l'obiettivo di una guerra decisiva, ciò che invece desiderava La Marmora. Tuttavia, l'incitamento di Napoleone III a cogliere comunque l'occasione e concludere un trattato convinse gli italiani a mettere da parte le riserve. Da Parigi Costantino Nigra scriveva infatti a La Marmora il 23 marzo 1866 che l'imperatore consigliava all'Italia di accettare l'alleanza con la Prussia e che non avrebbe permesso all'Austria di attaccare l'Italia nel caso la Prussia si fosse, poi, ritirata dal conflitto.

### La firma e il testo del trattato
Dopo aver preso visione di uno schema di Bismarck del trattato, il 28 marzo 1866, il presidente del Consiglio La Marmora telegrafò al suo rappresentante a Berlino Giulio De Barral per comunicargli la favorevole impressione che il progetto aveva avuto a Firenze. Il 31, un'altra comunicazione di Nigra a La Marmora trasmetteva il desiderio di Napoleone III di far scoppiare la guerra per trovare il modo di ampliare i confini della Francia sul Reno; nonché l'assicurazione che se l'Austria avesse aggredito l'Italia per prima, la Francia sarebbe intervenuta contro l'Austria.
A questo punto non rimaneva che concludere. Il trattato di alleanza italo-prussiana fu firmato a Berlino l'8 aprile 1866 da De Barral e Govone per l'Italia, e da Bismarck per la Prussia. Eccone il testo:
[…]
- Art. 1. Vi sarà amicizia ed alleanza fra S.M.[21] il Re d'Italia [ Vittorio Emanuele II ] e S.M. il Re di Prussia [ Guglielmo I ].
- Art. 2. Se i negoziati che S.M. il Re di Prussia sta per aprire con altri Governi tedeschi in virtù di una riforma della Costituzione federale conforme ai bisogni della Nazione germanica non riuscissero, e S.M. per conseguenza fosse messa in condizione di prendere le armi per far prevalere le sue proposte, S.M. il Re d'Italia, dopo l'iniziativa presa dalla Prussia, appena ne sarà informato, in virtù della presente convenzione, dichiarerà guerra all'Austria.
- Art. 3. A partire da tale momento, la guerra sarà proseguita dalle LL.MM.[22], con tutte le forze che la Provvidenza ha messo a loro disposizione, e né l'Italia né la Prussia potrà concludere pace o armistizio senza mutuo consenso.
- Art. 4. Il consenso [alla pace o all'armistizio] non potrà essere rifiutato quando l'Austria avrà acconsentito a cedere il Regno Lombardo-Veneto[23] e alla Prussia territori austriaci equivalenti come popolazione al detto Regno.
- Art. 5. Questo trattato cesserà di avere vigore tre mesi dopo la firma, se in tale intervallo la Prussia non avesse dichiarato guerra all'Austria.
- Art. 6. Se la flotta austriaca lascia l'Adriatico prima della dichiarazione di guerra, S.M. il Re d'Italia manderà un numero sufficiente di vascelli nel Baltico, dove stazioneranno per essere pronti ad unirsi alla flotta prussiana, appena si inizieranno le ostilità.

Appena firmato il trattato, Bismarck presentò alla Dieta di Francoforte (il parlamento della Confederazione germanica) la proposta che si riunisse un'assemblea scaturita da elezioni dirette, la quale esaminasse le proposte dei governi dei singoli stati germanici intorno ad una riforma federale. L'effetto doveva essere quello di creare scompiglio in Austria (guida della confederazione), invece la proposta venne accolta con diffidenza e sarcasmo.

## La proposta austriaca di cessione del Veneto

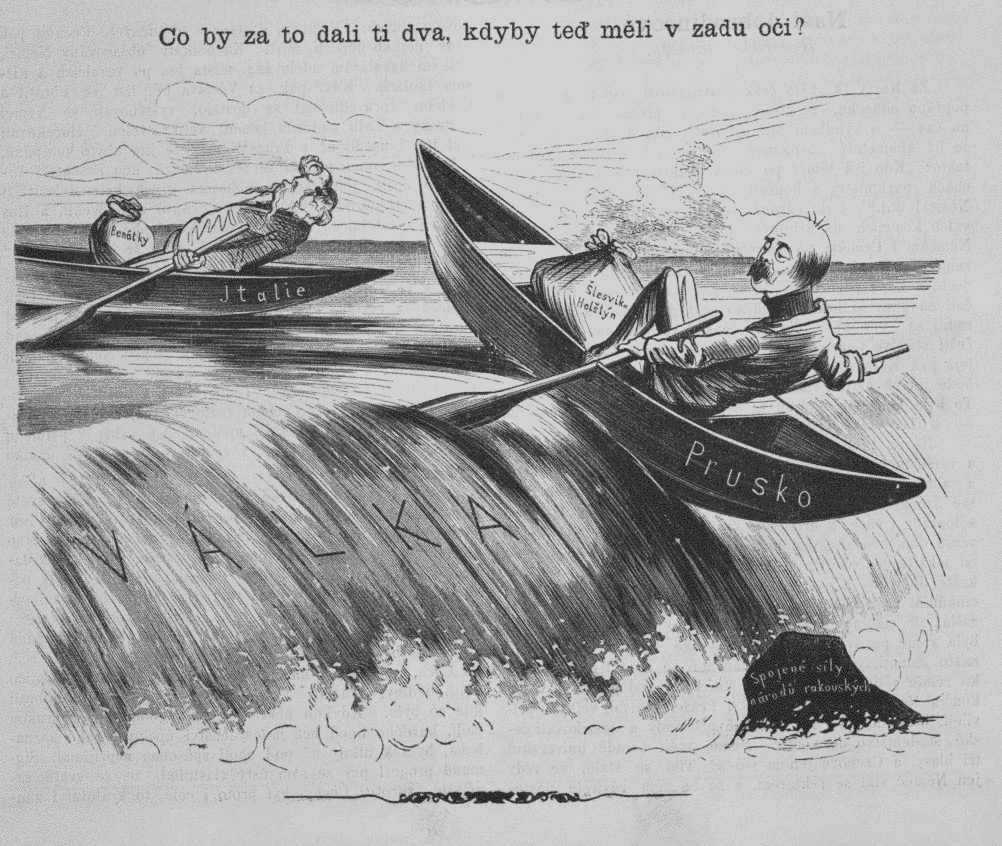
Una vignetta umoristica sull’alleanza italo-prussiana del giornale austriaco Humoristické listy (9 maggio 1866). In ceco l'autore si domanda: “Cosa darebbero i due per vedere anche all'indietro?” Vittorio Emanuele II in barca con il peso del Veneto e Bismarck con il peso dei ducati danesi precipitano verso la guerra (“Valka”) e contro la roccia delle forze unite dell'Impero austriaco.

Diffusasi la notizia di un trattato italo-prussiano, l'Austria compì vari tentativi per rompere l'alleanza. Il più serio fu la proposta di cedere il Veneto alla Francia (l'Austria ufficialmente non aveva rapporti con l'Italia) in cambio della neutralità francese e italiana in caso di conflitto austro-prussiano.
La proposta fu fatta dal governo austriaco a Napoleone III che ne informò il 4 maggio 1866 Nigra. Quest'ultimo, il giorno dopo, telegrafò a La Marmora. L'offerta era vincolata al non intervento di Francia e Italia a favore della Prussia e consisteva nei seguenti punti:
- Cessione del Veneto alla Francia che a sua volta lo avrebbe ceduto all'Italia (la cessione avrebbe compreso tutte le fortezze del Quadrilatero);
- Pagamento di una somma di danaro da parte dell'Italia che sarebbe stata destinata alla costruzione di fortificazioni austriache sul nuovo confine;
- Il tutto previa occupazione austriaca della regione prussiana della Slesia.

Inizialmente a La Marmora l'offerta sembrò interessante, tanto più che il trattato appena concluso con la Prussia non obbligava la Prussia a soccorrere l'Italia in caso di attacco dell'Austria. La proposta non era, però, priva di inconvenienti. Innanzitutto sarebbe stato violato un patto con la Prussia che sarebbe diventata nemica dell'Italia. Secondo, l'Italia sarebbe stata in debito con la Francia per la cessione del Veneto. Terzo, l'offerta di Vienna era legata all'occupazione austriaca della Slesia, cosa che appariva alquanto problematica.
La Marmora volle comunque sondare la Prussia sul suo comportamento nel caso di un attacco preventivo austriaco all'Italia, onde poter decidere sull'offerta di Vienna con maggiore tranquillità. Dall'ambasciatore De Barral, il 7 maggio, ricevette la risposta che sia Bismarck che Guglielmo I, nonostante il trattato non lo prevedesse esplicitamente, avevano dato l'assicurazione che la Prussia avrebbe soccorso l'Italia in caso di attacco austriaco. Così tranquillizzato, dopo un proficuo scambio di idee fra Govone e Nigra a Parigi (entrambi contrari ad accettare l'offerta), La Marmora si decise a rifiutare la proposta austriaca «[…] il governo di Firenze essendo risoluto a non transigere riguardo agli impegni assunti colla Prussia, oltre i limiti nei quali la Prussia sarebbe disposta a fare, riguardo agli impegni presi coll'Italia», come comunicò a Govone che, arrivato nella capitale, ripartì la sera del 14 per Parigi.

## Le manovre di Napoleone III
Messa da parte la proposta austriaca, l'alleanza italo-prussiana dovette affrontare un'altra prova. Napoleone III, che evidentemente cominciava a dubitare dei vantaggi che avrebbe ottenuto la Francia da una guerra fra Austria e Prussia, progettò un congresso europeo che doveva affrontare i problemi in sospeso: il Veneto, i ducati danesi e la riforma della Confederazione germanica. Al congresso si sarebbe anche discusso di uno Stato neutrale sul Reno a beneficio della Francia. L'Austria, a cui vennero offerti compensi non meglio precisati, era invece convinta che avrebbe ottenuto la Slesia in cambio del Veneto solo con la guerra. Rifiutò così il congresso e neutralizzò la proposta francese.
Napoleone III, tuttavia, riuscì a strappare a Vienna l'accordo (12 giugno 1866) di cedergli il Veneto in caso di vittoria sulla Prussia. In cambio la Francia non sarebbe intervenuta contro l'Austria e avrebbe indotto l'Italia a fare lo stesso.

## La guerra austro-prussiana

Una litografia prussiana celebrante la vittoria di Sadowa. Al centro Guglielmo I insegue le truppe austriache che si ritirano.

Con la promessa di neutralità della Francia, l'Austria si predispose definitivamente alla guerra. Già il 1º giugno 1866, contravvenendo agli accordi di Gastein, dichiarò la Dieta di Francoforte competente sulla decisione circa i ducati danesi. La Prussia dichiarò violata la convenzione di Gastein e occupò militarmente il ducato dell'Holstein. Quest'ultimo era stato assegnato dalla convenzione all'Austria, le cui truppe si ritirarono senza sparare. Il 12 giugno (giorno dell'accordo con la Francia), Vienna ruppe le relazioni diplomatiche con Berlino e il 14 presentò alla Dieta una mozione per la mobilitazione federale contro la Prussia. Berlino dichiarò allora sciolta la Confederazione germanica e il 15 fece avanzare l'esercito verso sud invadendo la Sassonia che si era schierata con l'Austria. Il 16 il conflitto era, di fatto, iniziato.
La Marmora trasmise la dichiarazione di guerra a Vienna il 20 giugno 1866, con data di inizio delle ostilità 23 giugno. Il 21, intanto, le truppe prussiane erano arrivate al confine settentrionale dell'Austria, mentre a Firenze, nominato capo di Stato Maggiore e sostituito al governo da Bettino Ricasoli, La Marmora fu inviato sul campo e il 24 fu sconfitto a Custoza. Il 3 luglio, invece, i prussiani vinsero la battaglia di Sadowa mettendo fuori combattimento la principale armata austriaca. La guerra sembrò volgere al termine incredibilmente presto.

### La mediazione francese e la fine della guerra

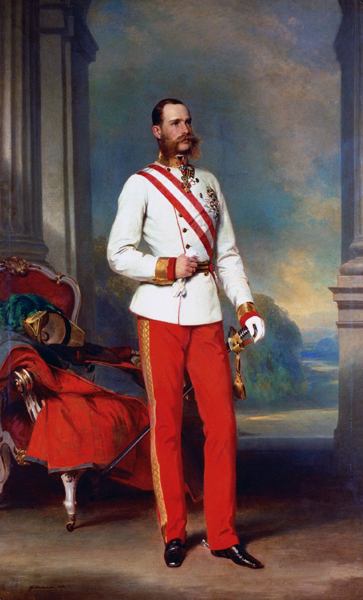
Francesco Giuseppe offrì il Veneto per ottenere un armistizio con l'Italia, mettendo a dura prova l'alleanza.

Il giorno prima della sconfitta di Sadowa, gli austriaci avevano già messo in moto il loro secondo tentativo di rompere l'alleanza italo-prussiana. Avvertito dell'imminente catastrofe militare dal generale Benedek, l'Imperatore d'Austria Francesco Giuseppe nella notte fra il 2 e il 3 luglio 1866 pensò di offrire subito e senza condizioni il Veneto a Napoleone III per ottenere un armistizio con l'Italia. Dopo Sadowa, il 4, prese definitivamente tale decisione che fu comunicata all'ambasciatore austriaco a Parigi la sera dello stesso giorno.
Napoleone III, che iniziava seriamente a temere i successi prussiani, telegrafò il 5 luglio a Vittorio Emanuele II offrendogli il Veneto in cambio della pace con l'Austria. Contemporaneamente ne faceva divulgare la notizia sul Moniteur.
Il governo italiano reagì con molta freddezza all'iniziativa di Napoleone III, il quale, nondimeno continuò a premere su Vittorio Emanuele II. Per il Primo ministro Ricasoli, rifiutare la mediazione francese era però impossibile e temporeggiò cercando di continuare con la massima energia le operazioni di guerra. Offerta anche alla Prussia, Bismarck accettò la mediazione di Napoleone III. Essa portò ad un accordo di principio fra Austria e Prussia che stabiliva la creazione di una Confederazione Tedesca del Nord a guida prussiana e l'estromissione dell'Austria da tutti gli affari della Germania. Accettato il piano da Vienna e Berlino, si giunse ad una tregua.
L'esercito italiano aveva, intanto, occupato il Veneto abbandonato dagli austriaci e ora convergeva su Trento. La tregua fra austriaci e prussiani fu decisa il 21 luglio, con validità dal mezzogiorno del 22. Il governo di Firenze ebbe notizia dell'accordo solo indirettamente, tramite la Francia. L'Italia tuttavia cercava una vittoria militare e alle richieste di pace di Napoleone III il governo rispose che si attendevano comunicazioni dalla Prussia alleata. Poi però, il 22 luglio, giunsero le notizie della sconfitta navale di Lissa e il giorno dopo anche l'Italia decise per la tregua.
L'interruzione delle ostilità ebbe inizio la mattina del 25 luglio. In tale data le truppe italiane avevano occupato parte del Trentino e il governo italiano si preoccupò di conservare questo territorio, ma Bismarck si oppose sostenendo che aveva accettato la proposta francese di integrità dell'Impero austriaco eccettuato il solo Veneto. Il ministro degli Esteri italiano Emilio Visconti Venosta rinviò allora l'armistizio nella speranza di una vittoria che gli consentisse di tenere il Trentino. Di fronte però alla firma dei preliminari di pace fra Austria e Prussia del 26 luglio, il 29 l'Italia inviò le sue condizioni alla Francia, potenza mediatrice. L'Austria rifiutò di cedere null'altro che il Veneto e la Prussia rifiutò di proseguire la guerra al fianco dell'Italia. Le truppe italiane in Trentino comandate da Garibaldi e Medici furono quindi richiamate e il 12 agosto, a Cormons, fu concluso l'armistizio fra Italia e Austria, seguito il 3 ottobre dalla pace di Vienna. Essa stabilì la cessione all'Italia del solo Veneto per tramite della Francia. La terza guerra di indipendenza era terminata, e con essa l'alleanza italo-prussiana.